# 原田一夫
原田 一夫（はらだ かずお、1932年6月7日 - 1998年12月19日）は、日本の男性声優。東京府（現・東京都）出身。

## 略歴
1954年、劇団化粧座入団。1958年、東京タレントクラブの設立に参加。同年には劇団文芸座の結成にも参加、その後は東京俳優生活協同組合、劇団でく、同人舎プロダクションに所属。
1998年12月19日死去。66歳没。

## 人物
海外テレビドラマ、洋画に多数出演。
アニメでも、テレビアニメ黎明期から活躍。
テレビアニメ『ど根性ガエル』の佐川梅三郎〈梅さん〉役で、広く知られていた。
趣味はスキー、ゴルフ、野球。

## 後任
原田の死後、持ち役を引き継いだ人物は以下の通り。
- 難波圭一（『ど根性ガエル』：佐川梅三郎〈梅さん〉役〈大鵬薬品工業・ソルマック胃腸液CM〉）

## 出演作品

### テレビアニメ
1966年
- 遊星仮面（ソクラトン）

1968年
- 巨人の星（1968年 - 1971年）

1969年
- アタックNo.1
- 紅三四郎（ディック、団長）
- ハクション大魔王
- 忍風カムイ外伝（鬼松）

1970年
- あしたのジョー
- サザエさん（魚屋）
- 男どアホウ甲子園（神島竜矢）
- 科学忍者隊ガッチャマン（アナウンサー）
- 昆虫物語 みなしごハッチ

1971年
- アニメンタリー 決断
- カバトット（ナレーター）
- 珍豪ムチャ兵衛
- ふしぎなメルモ

1972年
- ど根性ガエル（1972年 - 1974年、梅三郎）

1973年
- 赤胴鈴之助
- 侍ジャイアンツ（一ファン）
- ジャングル黒べえ（杉窪市立病院の院長、エレモンキー）
- 荒野の少年イサム

1975年
- イルカと少年
- 山ねずみロッキーチャック（コヨーテおやじ）

1977年
- 家なき子
- ドカベン（アナウンサー）

1979年
- ルパン三世 (TV第2シリーズ)

1981年
- 新・ど根性ガエル（1981年 - 1982年、梅三郎）

1982年
- 逆転イッパツマン（教官）

1983年
- まんが日本史（石田三成、水野忠邦、羽柴秀長）

1985年
- おねがい!サミアどん
- プロゴルファー猿（1985年 - 1986年、黄金仮面 / イーグル）

1987年
- シティーハンター（正木瑛三）

1988年
- シティーハンター2（高森、マルキド）

1990年
- 平成天才バカボン（モリモリ博士）

1991年
- 美味しんぼ（飯倉総務部長）
- おばけのホーリー（不動産屋）
- 楽しいムーミン一家

1992年
- チロリン村物語（カボチャ）

1996年
- はりもぐハーリー（リス子パパ、ジョニー）

### OVA
- ジャイアントロボ THE ANIMATION -地球が静止する日（1992年 - 1998年、シズマ博士）
- 創世機士ガイアース（1992年）
- 三毛猫ホームズの幽霊城主（1992年、桑原警視）

### 劇場アニメ
- 巨人の星 行け行け飛雄馬（1969年）
- 巨人の星 大リーグボール（1970年）
- みなしごハッチ お月さまのママ（1971年、キリヤン）
- あしたのジョー（1980年）
- 新・ど根性ガエル ど根性・夢枕（1982年、梅三郎[13]）
- パタリロ! スターダスト計画（1983年）[14]
- ユニコ 魔法の島へ（1983年、チェリーの父）
- シティーハンター ベイシティウォーズ（1990年、ノートン）

### 吹き替え

#### 映画
- アイ・オブ・ザ・タイガー（保安官〈シーモア・カッセル〉）
- アルプスの少女ハイジ（ゼーゼマン〈エルネスト・シュローダー〉）※ビデオ版
- 男の城（ジョン〈アラン・ラッド〉）
- オンリー・ザ・ロンリー（フランク・オニール）
- カーツーム ※NETテレビ版
- 快傑ゾロ（ドン・ホセ〈ガイ・デネリー〉）
- カプリコン・1
- 奇蹟/ミラクル（クー〈ティン・フォン〉）
- 恐怖のバイオ・モンスター/孤島からのSOS（ベン〈リチャード・ベイマー〉）
- 魚雷特急（ブレイデン大佐〈ガイ・ストックウェル〉）
- 空爆特攻隊（ダグラス大尉〈ボー・ホプキンス〉）
- グッドフェローズ（モリス・“モーリー”・ケスラー〈チャック・ロー〉）
- 暗闇でドッキリ（ピエール）※テレビ朝日版
- K2/愛と友情のザイル（フィリップ・クレイボーン〈レイモンド・J・バリー〉）
- 刑事マディガン（ベン・ウィリアムズ〈ウォーレン・スティーヴンス〉）※テレビ朝日版（BD収録）
- 決死圏SOS宇宙船（発射管制官）
- 絞殺魔（アーニー・カール〈ウィリアム・トレイラー〉）
- 荒野の逃亡者（クレイ・オマラ〈オーディ・マーフィ〉）
- ゴルゴ13
- コンチネンタル（ガイ〈フレッド・アステア〉）
- サイレンサー/地球侵略（ジャクソン議員）
- さすらいの旅路（ステアフォース〈コリン・レッドグレーヴ〉）
- ザ・チャイルド
- ザ・ハルマゲドン/ワーロック リターンズ（テッド〈ブルース・グローヴァー〉）
- ジャイアント・ベビー（ブルックス〈ロン・カナダ〉）※ソフト版
- シャドー（モー〈ピーター・ボイル〉）※ビデオ版
- 出獄（P・J・マクニール〈ジェームズ・スチュアート〉）
- スイング・タイム（ラッキー・ガーネット〈フレッド・アステア〉）
- ストレート・タイム（ジェリー〈ハリー・ディーン・スタントン〉）
- スパルタンX（デイビッドの父〈ポール・チャン〉[15]）※フジテレビ版（エクストリーム・エディションBD収録）
- スリーパーズ（ロレンツォの父〈ブルーノ・カービー〉）※ソフト版
- 西部魂（ショー〈ランドルフ・スコット〉）
- ダイ・ハード（博士、米国重役、TVマン）※フジテレビ版
- 脱出（ドリュー〈ロニー・コックス〉）※ソフト版
- 脱走山脈（ハラー大佐の副官）※テレビ朝日版
- 地下室のメロディー（ロイス・ノーダン〈モーリス・ビロー〉）※テレビ朝日版
- チャンス（ロバート・アレンビー医師〈リチャード・ダイサート〉）※テレビ朝日版
- チャンピオン（コニー〈アーサー・ケネディ〉）
- ドクター（マリス〈ウィリアム・マークェス〉）
- トブルク戦線（アゴスティーノ中尉）
- 紐育ウロチョロ族（モンク〈ロバート・アイヴァーズ〉）
- ネバーセイ・ネバーアゲイン（ペダーソン〈ビリー・J・ミッチェル〉、ミラー）※フジテレビ版（BD収録）
- バーチャル・ウォーズ（グッドウィン警部補〈トロイ・エヴァンス〉）
- ハードジャッカー/標高10,000フィートの死闘!（大佐〈ダンカン・フレイザー〉）※テレビ朝日版
- ハード・ターゲット（イズマエル・ゼナン〈ジョー・ウォーフィールド〉）※フジテレビ版
- ハード・ボイルド 新・男たちの挽歌（局長〈フィリップ・チャン〉）※ソフト版
- バットマン（ハーヴェイ・デント検事〈ビリー・ディー・ウィリアムズ〉）※TBS版
- バルジ大作戦 ※テレビ朝日版
- ピクニック（アラン〈クリフ・ロバートソン〉）
- ブラックライダー（リンガー〈リー・ヴィング〉）
- フランティック（ジミー・R・ウィリアムズ〈ジョン・マホーニー〉）※TBS版
- ブルーサンダー ※テレビ朝日版
- ブルース・ブラザース
- プロムナイト（フェアチャイルド医師）
- 暴力脱獄（ソサエティ・レッド〈J・D・キャノン〉）
- 北海ハイジャック（フレッチャー〈ジョージ・ベイカー〉、オルセン）※フジテレビ版
- 未知との遭遇
- メテオ（大統領〈ヘンリー・フォンダ〉）※ビデオ版
- ヤングガン（アレックス〈テリー・オクィン〉）
- リトル・ロマンス（ボブ〈アンドリュー・ダンカン〉）※フジテレビ版
- ロザリンとライオン（フラジエ）

#### ドラマ
- 悪魔の手ざわり #13（サム・フィールド）
- 奥さまは魔女 ※第180話
- 俺たち賞金稼ぎ!!フォール・ガイ シーズン2 #10（ロイ・ロジャース）
- 華麗な刑事デンプシー&メイクピース（ゴードン・スパイキングス〈レイ・スミス〉）
- ギリガン君SOS（ロイ・ヒンクリー〈ラッセル・ジョンソン〉）
- 刑事コロンボシリーズ
  - 刑事コロンボ 構想の死角（警官）
  - 刑事コロンボ 二つの顔（マーレイ刑事〈ダブニー・コールマン〉）
  - 刑事コロンボ 権力の墓穴（チャールズ、ドイル刑事）
  - 刑事コロンボ 魔術師の幻想（支配人、バーテンダー）
  - 刑事コロンボ 美食の報酬（ケンジ・小津〈マコ岩松〉）
  - 刑事コロンボ 秒読みの殺人（ルーサー〈ロン・リフキン〉、ヘンリー・ジェイムズ）
  - 刑事コロンボ 策謀の結末（ジョージ・オコンネル〈バーナード・ベーレンス〉）※日本テレビ版
  - 新・刑事コロンボ 幻の娼婦（ノーム）
- 拳銃無宿（フランク〈ジョー・マロス〉）
- こちらブルームーン探偵社 シーズン3 #10（ベドウズ医師）
- ザ・レッドライト・スティング
- 三国志演義（黄忠）※NHK-BS2版
- ジェシカおばさんの事件簿
  - あの世から夫が招く（マーシャル（パメラの父）〈ジェイソン・エバーズ〉）
  - 探偵はタフなやつ（ギャビン・ダニエルズ〈ジョン・フューレー〉）
  - なんと遺体は別の人（ネッド〈モンテ・マーカム〉）
  - サーカスに死が訪れる（パワーズ町長〈ロニー・コックス〉）
- シャーロック・ホームズの冒険「ギリシャ語通訳」（グレッグソン警部）
- 私立探偵マグナム シーズン1 #9（ニュートン）
- 新アウターリミッツ シーズン1 #21（カイル・ヘラー）
- スーパーキャリア/超巨大空母緊急出動
- スパイ大作戦
  - 奇跡のカムバック（スタン）
  - 奴を証人席へ！（アーニー〈ロバート・ユロ〉）
  - 地下百メートルの円盤（ストラット）
  - 暗殺スパイ「山猫」（バトラー）
  - 殺しのセンター（東欧通商委員会ビルの警備兵）
  - 400万ドルの差し足（アナウンサー、ヘビー）
  - 新スパイ大作戦 アサイラム―亡命―（ルデンスキー人民委員）
- スペース・レンジャーズ2 銀河覇王の逆襲（ハードキャッスル大使〈ジョン・マホーン〉）
- 0011ナポレオン・ソロ #27 #48、 #70（アダム）
- 大草原の小さな家 ※第197話
- ツイン・ピークス（ウィンダム・アール〈ケネス・ウェルシュ〉）
- 特捜刑事マイアミ・バイス シーズン1 #2（デニス・ドイル刑事）
- ドクタークイン 大西部の女医物語（ヘイズン〈ジェームズ・スローヤン〉）
- 特攻野郎Aチーム
  - シーズン1 #9（ジョー・ペンホール〈ロバート・サンプソン〉）
  - シーズン3 #7（ファロン大尉）
- ナイトライダー
  - シーズン1 #5「死の山荘脱出作戦!ナイト2000殺しのバリケード大突破!」（J・ハンフォード・ディキソン社長〈ロバート・サンプソン〉）
  - シーズン3 #12「狙われた名馬!転倒に秘められた陰謀!!」（ソープ〈F・ウィリアム・パーカー〉）
- ナルニア国物語（グロゼール卿）
- マックス・ヘッドルーム（フランク・ブラドック〈ゲイリー・スウェンソン〉）
- ローハイド
  - シーズン8 #2「生き埋め」（トラッカー〈ブルース・ダーン〉）

#### 海外人形劇
- キャプテン・スカーレット
  - キャプテン・スカーレット誕生!（ディーン少尉）
  - 裏切り者は誰だ!（フィル・モラン）
  - 海底基地を爆撃せよ!（ウィリアムズ）
- スーパーカー 海のSOS（海軍49号機操縦士）※フジテレビ版
- サンダーバード
  - ロケット“太陽号”の危機（アッシャー宇宙飛行士）
  - 秘密作戦命令（アッシャー宇宙飛行士）
  - 情報員MI.5（ボンソン）
- ロンドン指令X 航空写真スパイ（マスデン）

#### アニメ
- 宇宙忍者ゴームズ（シルバーサーフィン、リッパダー）
- ウルトラわんちゃん
- X-MEN（テレビ東京版）（アドラー博士）
- バッキーとペピート（ナレーター）
- ポパイ（大陸書房版）（ウィンピー〈初代〉）

### テレビドラマ
- 日立爆裂アワー・棒つき人形劇・冒険＠アナログ島（1996年、フジテレビ系）

### ドラマCD
- あぶらみぶらざぁす・黒盤
- サンダーバード秘密基地セット（ロンドンタワー所長）
- ブーミングHIGH! 本日晴天!疾風怒濤編!!（及川浩二）※特別出演

### ラジオドラマ
- アイザック・アシモフ原作 黒後家蜘蛛の会「時候のあいさつ」（レックスフォード・ブラウン）
- R1ワイドドラマスペシャル「シャドー81」（ケリー管制塔副主任）
- オールナイトニッポン 「凍る地球」

### ナレーション
- ドキュメンタリー ビッグ・レース（1966年、日本テレビ）

### ボイスオーバー
- ガリバー旅行記 「小人国・巨人国」（1997年、NHK総合）
- BS世界のドキュメンタリー

### その他コンテンツ
- 朝日ソノラマ・テレビ漫画全集・第二集 遊星仮面 LPレコード 歌・ドラマ（ソクラトン教授）